# 帕普·马塔尔·萨尔
帕普·马塔尔·萨尔（法語：Pape Matar Sarr；2002年9月14日—），是一名塞内加尔足球运动员，场上司职中场，目前效力于英超球隊熱刺。

## 俱乐部生涯
2020年11月29日，在梅斯主场0-2不敌布雷斯特的法甲比赛中，萨尔于第55分钟时替补登场，完成了梅斯首秀。
2025年5月21日，熱刺對曼聯的歐洲聯賽決賽，薩爾在第42分鐘助攻給前鋒，後者順利破門，最終熱刺也憑藉這粒進球捧得歐霸盃冠軍。

## 国家队生涯
2021年3月26日，在塞内加尔与刚果的2021年非洲杯预选赛比赛中，萨尔完成了个人国家队首秀。

## 榮譽

### 俱乐部
热刺
- 欧洲联赛冠軍：2024–25年

### 國家隊
塞内加尔
- 非洲國家盃冠軍：2021